# Ochroplutodes bisecta
Ochroplutodes bisecta là một loài bướm đêm trong họ Geometridae.